# Майорское (озеро)
Майорское — озеро в Наурском районе Чечни в пределах Терско-Кумской низменности. Площадь поверхности — 0,18 км², высота над уровнем моря — 92-94 м.

## Описание
Расположено примерно в 500 м к югу от хутора Майорский недалеко от границы со Ставропольским краем. Западный и восточный берега сильно изрезаны. Дно плоское и илистое. В центре озера есть несколько островков. Имеются небольшие тростниковые плавни. На южном берегу растут деревья, главным образом тополь, яблоня лесная, груша лесная, шелковица, кустарники. Озеро окружено полупустынным ландшафтом, который используется как круглогодичное пастбище.
Питание озера происходит главным образом грунтовыми водами. Просачивание грунтовых вод происходит за счёт заполнения рыхлых аллювиальных наносов староречий реки Куры, залегающих на небольшой глубине. Озеро лишено регулирующего действия стока. Приходно-расходный баланс целиком зависит от метеорологических условий. Уровень воды колеблется в зависимости от времени года. Летом за счёт интенсивного испарения уровень воды в озере понижается. Наиболее высокий уровень наблюдается весной, когда сходит снег, и осенью, с увеличением осадков и уменьшением испарения.
Из-за малой глубины температура воды сильно колеблется. Зимой на непродолжительное время образуется ледовый покров толщиной 10-15 см. Летом вода прогревается до 20-26 °C.
В районе озера доминируют грядовые и бугристые подвижные и слабозакреплённые пески, солонцы и солончаки. На закреплённых участках представлены светло-каштановые почвы и серозём.

### Флора и фауна
В районе озера обитают более 8 эндемичных, редких и исчезающих видов растений, в том числе: безвременник весёлый, ирис карликовый, тюльпан Шренка, пион узколистный, ковыль красивейший. Также водятся малый баклан, белоглазый нырок, курганник, степной орёл, могильник, беркут, орлан-белохвост, журавль-красавка, ходулочник, шилоклювка.

### Статус
С 2006 года имеет статус особо охраняемой природной территории республиканского значения.